# Polnische Meisterschaften im Skilanglauf 2017
Die Polnischen Meisterschaften im Skilanglauf 2017 fanden vom 11. und 12. Februar 2017 in Wisła und vom 23. bis zum 26. März 2017 in Szklarska Poręba statt. Ausgetragen wurden bei den Männern die Distanzen 10 km und 30 km und bei den Frauen 5 km und 15 km. Zudem wurden Sprint, Teamsprint, Mixed-Teamsprint und Staffelrennen absolviert. Bei den Männern gewann Maciej Staręga im Sprint, sowie im Teamsprint zusammen mit Paweł Klisz. Außerdem siegte Jan Antolec über 30 km und zusammen mit Kornelia Kubińska im Mixed-Teamsprint, sowie mit der Staffel von KS AZS-AWF Katowice. Beim 10-km-Rennen triumphierte Dominik Bury. Bei den Frauen holte Kornelia Kubińska die Meistertitel über 5 km, 15 km, zusammen mit Magdalena Galewicz im Teamsprint  und mit der Staffel von KS AZS-AWF Katowice. Zudem triumphierte Monika Skinder im Sprint.

## Ergebnisse Herren

### Sprint Freistil
| Platz | Name             | Verein              |
| ----- | ---------------- | ------------------- |
| 1     | Maciej Staręga   | UKS Rawa Siedlce    |
| 2     | Paweł Klisz      | UKS Rawa Siedlce    |
| 3     | Dominik Bury     | MKS Istebna         |
| 4     | Jan Antolec      | KS AZS-AWF Katowice |
| 5     | Kamil Bury       | MKS Istebna         |
| 6     | Daniel Iwanowski | UKS Rawa Siedlce    |
| 7     | Kacper Antolec   | KS AZS-AWF Katowice |
| 8     | Michał Skowron   | MKS Karkonosze      |

Datum: 11. Februar

Es waren 33 Läufer am Start.

### Teamsprint klassisch
| Platz | Team                                                    | Zeit (min) |
| ----- | ------------------------------------------------------- | ---------- |
| 1     | UKS Rawa SiedlcePaweł Klisz Maciej Staręga              | 22:01,3    |
| 2     | KS AZS-AWF KatowiceKacper Antolec Jan Antolec           | 22:19,6    |
| 3     | UKS Regle KościeliskoAndrzej Pradziad Mateusz Chowaniak | 22:29,2    |
| 4     | MKS IstebnaDominik Bury Kamil Bury                      | 22:44,7    |
| 5     | NKS Trójwieś BeskidzkaBartłomiej Rucki Mateusz Haratyk  | 23:50,2    |
| 6     | UKS Rawa SiedlceArkadiusz Posiadała Daniel Iwanowski    | 24:25,3    |

Datum: 23. März

Es waren 13 Teams am Start.

### 4 × 7,5 km Staffel
| Platz | Team                                                                                 | Zeit (std) |
| ----- | ------------------------------------------------------------------------------------ | ---------- |
| 1     | KS AZS-AWF KatowiceDawid Bril Jan Antolec Marcin Piasecki Kacper Antolec             | 1:28:26,98 |
| 2     | UKS Regle KościeliskoAndrzej Pradziad Mateusz Chowaniak Łukasz Kunc Marcin Rzeszótko | 1:28:33,29 |
| 3     | UKS Rawa SiedlceArkadiusz Posiadała Maciej Staręga Daniel Iwanowski Paweł Klisz      | 1:28:33,87 |
| 4     | MKS IstebnaKamil Bury Mikołaj Michałek Grzegorz Zawada Dominik Bury                  | 1:29:40,98 |
| 5     | KS Jedność Nowy SączaWiktor Czaja Łukasz Marmol Maciej Popieluch Dawid Damian        | 1:33:41,93 |

Datum: 26. März

Es waren 7 Teams am Start.

### 10 km klassisch
| Platz | Name              | Verein                 | Zeit (min) |
| ----- | ----------------- | ---------------------- | ---------- |
| 1     | Dominik Bury      | MKS Istebna            | 21:50,9    |
| 2     | Jan Antolec       | KS AZS-AWF Katowice    | 22:22,2    |
| 3     | Michał Skowron    | MKS Karkonosze         | 22:36,7    |
| 4     | Maciej Staręga    | UKS Rawa Siedlce       | 22:39,4    |
| 5     | Paweł Klisz       | UKS Rawa Siedlce       | 22:42,9    |
| 6     | Kamil Bury        | MKS Istebna            | 22:47,2    |
| 7     | Konrad Motor      | KS AZS-AWF Katowice    | 22:48,2    |
| 8     | Andrzej Pradziad  | UKS Regle Kościelisko  | 23:07,8    |
| 9     | Bartłomiej Rucki  | Nks Trojwies beskidzka | 23:25,7    |
| 10    | Mateusz Chowaniak | UKS Regle Kościelisko  | 23:34,1    |

Datum: 12. Februar

Es waren 34 Läufer am Start.

### 30 km Freistil Massenstart
| Platz | Name              | Verein                 | Zeit (std) |
| ----- | ----------------- | ---------------------- | ---------- |
| 1     | Jan Antolec       | KS AZS-AWF Katowice    | 1:31:33,7  |
| 2     | Dominik Bury      | MKS Istebna            | 1:35:50,0  |
| 3     | Łukasz Kunc       | UKS Regle Kościelisko  | 1:36:08,6  |
| 4     | Mateusz Chowaniak | UKS Regle Kościelisko  | 1:36:32,6  |
| 5     | Andrzej Pradziad  | UKS Regle Kościelisko  | 1:36:53,0  |
| 6     | Mateusz Haratyk   | MKS Trójwieś Beskidzka | 1:39:55,2  |
| 7     | Daniel Iwanowski  | UKS Rawa Siedlce       | 1:40:19,0  |
| 8     | Kacper Antolec    | KS AZS-AWF Katowice    | 1:40:21,0  |
| 9     | Bartłomiej Rucki  | NKS Trójwieś Beskidzka | 1:40:35,1  |
| 10    | Kamil Bury        | MKS Istebna            | 1:41:14,1  |

Datum: 25. März

Es waren 24 Läufer am Start.

## Ergebnisse Frauen

### Sprint Freistil
| Platz | Name              | Verein                              |
| ----- | ----------------- | ----------------------------------- |
| 1     | Monika Skinder    | MULKS Tomaszów Mazowiecki           |
| 2     | Urszula Łętocha   | LKS Markam Wiśniowa Osieczany       |
| 3     | Kornelia Kubińska | KS AZS-AWF Katowice                 |
| 4     | Izabela Marcisz   | Stowarzyszenie Sportowe Prządki-ski |
| 5     | Marcela Marcisz   | MKS Halicz Ustrzyki Dolne           |
| 6     | Klaudia Kołodziej | LKS Witów SKI Mszana Górna          |

Datum: 11. Februar

Es waren 36 Läuferinnen am Start.

### Teamsprint klassisch
| Platz | Team                                                           | Zeit (min) |
| ----- | -------------------------------------------------------------- | ---------- |
| 1     | KS AZS-AWF KatowiceKornelia Kubińska Magdalena Galewicz        | 26:17,7    |
| 2     | UKS Regle KościeliskoJustyna Pradziad Magdalena Kozielska      | 27:35,1    |
| 3     | LKS Hilltop Wiśniowa-OsieczanyyWeronika Kaleta Urszula Łętocha | 28:12,4    |
| 4     | MKS IstebnaMarcelina Wojtyła Eliza Rucka                       | 29:52,4    |
| 5     | KS AZS-AWF KatowiceMagdalena Czusz Katarzyna Stokfisz          | 30:00,9    |
| 6     | LKS Witów Ski Mszana GórnaKlaudia Kołodziej Ewelina Kołodziej  | 30:07,3    |

Datum: 23. März

Es waren 13 Teams am Start.

### 4 × 5 km Staffel
| Platz | Team                                                                                       | Zeit (std) |
| ----- | ------------------------------------------------------------------------------------------ | ---------- |
| 1     | KS AZS-AWF KatowiceKatarzyna Stokfisz Kornelia Kubińska Magdalena Czusz Martyna Galewicz   | 1:08:21,02 |
| 2     | UKS Regle KościeliskoJustyna Pradziad Emilia Nawara Magdalena Kozielska Kamila Gąsienica   | 1:12:32,93 |
| 3     | MKS Halicz Ustrzyki DolneEwelina Marcisz Kinga Polityńska Andżelika Szyszka Luiza Motyka   | 1:13:18,59 |
| 4     | UKS Rawa SiedlceJustyna Stefaniuk Joanna Bronisz Kamila Borkowska Anna Staręga             | 1:14:00,71 |
| 5     | LKS Markam Wiśniowa OsieczanyUrszula Łętocha Weronika Kaleta Iwona Piekarz Karolina Kaleta | 1:14:36,10 |

Datum: 26. März

Es waren 8 Teams am Start.

### 5 km klassisch
| Platz | Name              | Verein                              | Zeit (min) |
| ----- | ----------------- | ----------------------------------- | ---------- |
| 1     | Kornelia Kubińska | KS AZS-AWF Katowice                 | 14:19,2    |
| 2     | Urszula Łętocha   | LKS Markam Wiśniowa Osieczany       | 15:10,8    |
| 3     | Izabela Marcisz   | Stowarzyszenie Sportowe Prządki-ski | 15:41,0    |
| 4     | Marcela Marcisz   | MKS Halicz Ustrzyki Dolne           | 15:49,3    |
| 5     | Klaudia Kołodziej | LKS Witów SKI Mszana Górna          | 15:50,5    |
| 6     | Monika Skinder    | MULKS Tomaszów Mazowiecki           | 15:53,1    |
| 7     | Eliza Rucka       | MKS Istebna                         | 15:53,7    |
| 8     | Agata Warło       | NKS Trójwieś Beskidzka              | 16:00,2    |
| 9     | Marcelina Wojtyła | MKS Istebna                         | 16:28,9    |
| 10    | Andżelika Szyszka | MKS Halicz Ustrzyki Dolne           | 16:32,6    |

Datum: 12. Februar

Es waren 37 Läuferinnen am Start. Ausländische Teilnehmerinnen erhielten keine Medaillen.

### 15 km Freistil Massenstart
| Platz | Name                | Verein                        | Zeit(min) |
| ----- | ------------------- | ----------------------------- | --------- |
| 1     | Kornelia Kubińska   | KS AZS-AWF Katowice           | 49:40,5   |
| 2     | Martyna Galewicz    | KS AZS-AWF Katowice           | 52:01,3   |
| 3     | Magdalena Kozielska | UKS Regle Koscielisko         | 52:38,0   |
| 4     | Urszula Łętocha     | LKS Markam Wiśniowa Osieczany | 54:40,4   |
| 5     | Klaudia Kołodziej   | LKS Witów SKI Mszana Górna    | 56:06,2   |
| 6     | Agata Warło         | NKS Trójwieś Beskidzka        | 56:19,9   |
| 7     | Katarzyna Stokfisz  | KS AZS-AWF Katowice           | 58:14,5   |
| 8     | Natalia Bury        | WSS Wisła                     | 1:00:26,7 |

Datum: 25. März

Es waren 20 Läuferinnen am Start.

## Mixed-Teamsprint Freistil
| Platz | Team                                                       | Zeit (min) |
| ----- | ---------------------------------------------------------- | ---------- |
| 1     | KS AZS-AWF KatowiceKornelia Kubińska Jan Antolec           | 19:03,04   |
| 2     | KS AZS-AWF KatowiceMartyna Galewicz Dawid Bril             | 19:28,82   |
| 3     | KS AZS-AWF KatowiceKatarzyna Stokfisz Kacper Antolec       | 19:30,42   |
| 4     | UKS Rawa SiedlceAnna Staręga Maciej Staręga                | 19:51,69   |
| 5     | UKS Regle KościeliskoMagdalena Kozielska Mateusz Chowaniak | 19:53,49   |
| 6     | MKS IstebnaEliza Rucka Kamil Bury                          | 20:01,07   |

Datum: 25. März

Es waren 17 Teams am Start.